# 안천초등학교
안천초등학교는 대한민국 전북특별자치도 진안군 안천면에 있는 공립 초등학교이다.

## 학교 연혁
- 1925. 09. 23 안천공립보통학교 개교
- 1941. 04. 01 안천공립국민학교 24학급 설립 인가
- 1981. 03. 09 병설유치원 개원
- 1993. 03. 01 학교급식 실시
- 1999. 03. 01 초. 중. 고 통합
- 2015. 02. 11 제90회 졸업식(총 졸업생수 4,701명)
- 2018 과학실 및 도서관 공사
- 2019 보건실 공사

## 참고 자료
- 안천초등학교 - 한국교육학술정보원 학교알리미